# そば米汁
そば米汁（そばごめじる）またはそば米雑炊（そばごめぞうすい）は、徳島県三好市の郷土料理。とくしま市民遺産及び農山漁村の郷土料理百選の1つに選定されている。

## 概要
そば米とは、塩ゆでしたソバの実の殻を剥いて乾燥させたものであり、そば米汁は、そば米を野菜や鶏肉などと一緒にイリコのだし汁と薄口しょうゆで煮た料理。ソバを粉にしないで実のまま食べるのは、全国でもめずらしいとされる。
徳島県三好市の祖谷地方は、土地が痩せており高い山に囲まれているため稲作に向かず、ヒエやムギとともにソバが栽培されてきた。源平合戦に敗れて祖谷地方に逃げてきた平家の落人達が、都をしのんで正月料理に作ったものが、そば米汁の起源だと云われている。